# Муравля (река)
Муравля (укр. Муравля) — река, впадающая в озеро Днепровое, расположенная на территории Черниговский район (Черниговская область, Украина).

## География
Длина — около 11 км. Река пересыхает. Есть пруд в селе Семаки.
Берёт начало на болоте Кораблище, что севернее села Петрики. Река течёт на юго-запад. Река впадала в озеро Днепровое. Сейчас река впадает в магистральный канал осушительной системы болота Фроловое — северо-западнее села Угловая Рудня —, который в свою очередь в систему стариц Днепра Домашнее и Поджерелье, далее в Днепр.
Притоки: безымянные ручьи
Населённые пункты на реке (от истока до устья):
1. Семаки
2. Мохначи
3. Угловая Рудня

На части болота Кораблище 17.06.2014 года был создан одноименный гидрологический памятник природы, площадью 10 га.
В период X-XIII века город Листвен был ключом от важных ответвлений Пути из варяг в греки — водного пути «Любеч — Чернигов» — «Днепр — озеро Любечское — озеро Болгач — река Муравля — волок — река Белоус — река Десна»